# Servus Servorum Dei
Servus Servorum Dei (лат. Servus Servorum Dei, «Слуга Слуг Божьих») — один из титулов Папы римского, который используется для того, чтобы обратиться к Папе римскому в начинающемся адресе папских булл.

## История
Папа римский Святой Григорий I был первым Папой, который использовал этот титул, чтобы обратиться к службе Римского Первосвященника. Некоторые из его преемников использовали эту фразу в течение нескольких столетий, но это регулярно не использовалось до IX века. Другие гражданские правители время от времени использовали этот титул также, но после XII века, этот титул стал использоваться исключительно Папами.
В годах после Второго Ватиканского Собора, понтифики использовали концепцию Servus Servorum Dei , чтобы помочь в создании их службе более простой и менее королевской форме. Папа  Павел VI прекратил использовать Папскую тиару, и ни один из его преемников не носил тиару. Иоанн Павел I, Иоанн Павел II, Бенедикт XVI, Франциск и Лев XIV обошлись без церемонии Папской коронации, вместо этого выбрали более простую церемонию Папской интронизации. Вместо получения Папской тиары, эти четыре человека получили паллий в период их церемоний интронизации. Также, в речах стали обходиться без королевского МЫ, а вместо этого преемники Павла VI стали использовать единственное Я.

## Происхождение
Этот папский титул имеет библейское происхождение, которое можно найти в Евангелии от Матфея, глава 20, стихи с 25 по 27:
25	Иисус же, подозвав их, сказал: вы знаете, что князья народов господствуют над ними, и вельможи властвуют ими;  26	но между вами да не будет так: а кто хочет между вами быть бо́льшим, да будет вам слугою;  27	и кто хочет между вами быть первым, да будет вам рабом;